# Български фармацевтичен съюз
 Тази статия е за фармацевтичния съюз.  За футболния съюз вижте Български футболен съюз.  
Българският фармацевтичен съюз (БФС) е законово представената съсловна организация на магистър-фармацевтите в България. БФС е основан в съответствие със Закона за съсловната организация на магистър-фармацевтите и членството в него е
необходимо и задължително условие за упражняване на професията на магистър-фармацевта.

## История
Първите документирани данни за аптечна дейност в България датират от началото на 19 век. Около 1820 г. в Сливен е открита аптека (спицерия), а в Велико Търново такава се открива през 1823 г. До 1879 г. аптеките в България, които по това време се наричат спицерии, са около 32.
Данните за съсловно-професионален живот на фармацевтите в България до 1889 г. са оскъдни. В публикация от 1884 г. се съобщава за основаване на първото аптекарско дружество в България в Русе на 5 март 1884 г. Счита се, че това е първата професионално – съсловна организация на фармацевтите в България.
През годините професионалните сдружения на фармацевтите преминават през много форми и наименования. През 2006 г. е приет Закона за съсловната организация на магистър-фармацевтите (ЗСОМФ). В началото на 2007 г. на конгрес, проведен в София, е учреден Българският фармацевтичен съюз (БФС) като единствена законово представена съсловна организация, която понастоящем обединява всички магистър-фармацевти в Република България. БФС се представлява от председателя на управителния съвет и като
национална представителна съсловна организация на магистър-фармацевтите има характер на „корпорация на публичното право“ (Решение на КС/1998). Представители на БФС са членове на Висшия съвет по фармация, Висшия медицински съвет, Комисията по прозрачност, Експертния съвет по търговия на дребно с лекарствени продукти и др. Съгласно Закона за здравното осигуряване, представители на БФС договарят с Националната здравноосигурителна каса условия и ред за сключване на договори за отпускане на
безплатни и частично платени лекарствени продукти в аптеките.

## Структура
Органи на БФС на национално равнище са: конгрес, управителен съвет, контролна комисия, комисия по етика, комисия по качество. Управителният съвет на БФС се състои от председател, двама заместник-председатели, главен секретар и членове.
Освен централните органи, БФС има 28 регионални фармацевтични колегии на територията на страната. Те са юридически лица със седалища и териториален обхват съгласно ЗСОМФ и техните органи са общо събрание, управителен съвет, контролна комисия и комисия по етика и качество, съгласно техните устави.
БФС има в София, както и офиси по места.

## Дейност
Сред функциите на Българския фармацевтичен съюз са да:
- представлява своите членове и защитава професионалните им права и интереси
- изготвя и приема[3] и
- упражнява контрол по спазването му приема[4], участва в изготвянето и дава становища по проекти на нормативни актове в областта на фармацията.
- представлява своите членове като страна при съгласуването с НЗОК на условията и редът за сключване на индивидуалните договори за заплащане на лекарствени продукти;
- създава и води[5] и регионални регистри на членовете си;
- организира, координира, провежда и регистрира[6] при условия и по ред, определени в Закона за здравето;
- участва със свои представители във Висшия медицински съвет, във Висшия съвет по фармация към министъра на здравеопазването, както и други органи съгласно действащото законодателство.

## Конгреси на БФС
- Първи (учредителен) конгрес – 10 февруари 2007 г., гр. София
- Втори (извънреден) конгрес – 24 ноември 2007 г., гр. София
- Трети конгрес – 5-7 март 2010 г., гр. Варна, курортен комплекс „Златни пясъци“
- Четвърти конгрес – 28-29 юни 2013 г., гр. София
- Пети конгрес – 1-2 октомври 2016 г. гр. Несебър

## Председатели на Управителния съвет на БФС
- Магистър-фармацевт Мирослав Ненчев – 2007 – 2013
- Професор магистър-фармацевт Илко Гетов, 2013 –